# Korzenianka mączna
Korzenianka mączna (Phaeocollybia cidaris (Fr.) Romagn.) – gatunek grzybów należący do rodziny podziemniczkowatych (Hymenogastraceae).

## Systematyka i nazewnictwo
Pozycja w klasyfikacji według Index Fungorum: Phaeocollybia, Hymenogastraceae, Agaricales, Agaricomycetidae, Agaricomycetes, Agaricomycotina, Basidiomycota, Fungi.
Po raz pierwszy takson ten zdiagnozował w 1838 roku Elias Fries, nadając mu nazwę Agaricus cidaris. Obecną, uznaną przez Index Fungorum nazwę nadał mu w 1944 roku Henri Charles Louis Romagnesi.
Synonimy:
- Agaricus cidaris Fr. 1838
- Agaricus cidaris var. minor Fr. 1878
- Hylophila cidaris (Fr.) Quél. 1886
- Naucoria cidaris (Fr.) Sacc. 1887

Nazwę polską zaproponował Władysław Wojewoda w 2003 r.

## Morfologia
Kapelusz
Średnica 1–3,5 cm, u młodych owocników spiczasto-stożkowaty, potem bardziej rozpostarty, ale ze spiczastym garbem. Powierzchnia gładka, błyszcząca, jedwabista, śliska, początkowo cynamonowo krwistoczerwona, potem kolejno cynamonowolisia, mięsnopomarańczowa, na koniec czerwonoochrowa. W stanie suchym pomarańczowobrązowa z ciemniejszymi plamkami.
Blaszki
Wolne, gęste, szerokie, początkowo ochrowożółte, pomarańczowe lub żółtordzawobrązowe, potem pokryte czerwonymi plamkami.
Trzon
Wysokość 2–10 cm (w tym część korzeniasta tkwiąca w ziemi na głębokość do 7 cm), grubość 2–5 mm, walcowaty, ku podstawie cieńszy, o zaostrzonej podstawie. Powierzchnia pod kapeluszem blada, niżej czerwonawobrązowa do ciemnopurpurowobrązowej.
Miąższ
Cienki, sprężysty, białawy, o mącznym zapachu.

## Występowanie i siedlisko
Korzenianka mączna występuje w Europie, Ameryce Północnej, Południowej i Środkowej, Azji i Australii. W piśmiennictwie naukowym na terenie Polski podano tylko jedno stanowisko (Tatrzański Park Narodowy, 1956). W. Wojewoda proponuje uznać ją za gatunek wymarły. Na Słowacji jest rzadka i zagrożona. 
Saprotrof. Występuje na kwaśnych glebach w lasach iglastych pod sosnami i świerkami.